# Treignes

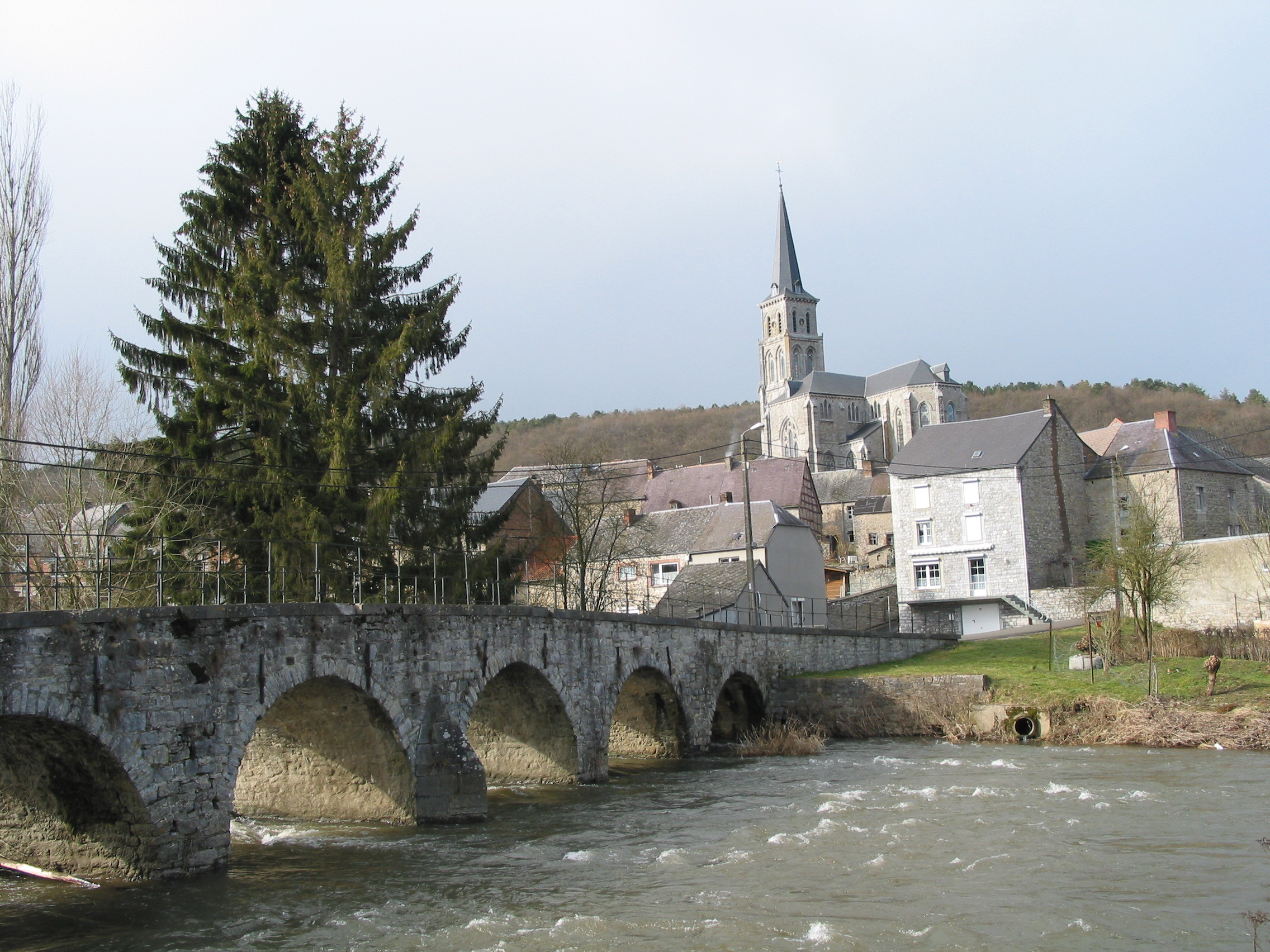
De neogotische kerk en de oude brug over de Viroin.

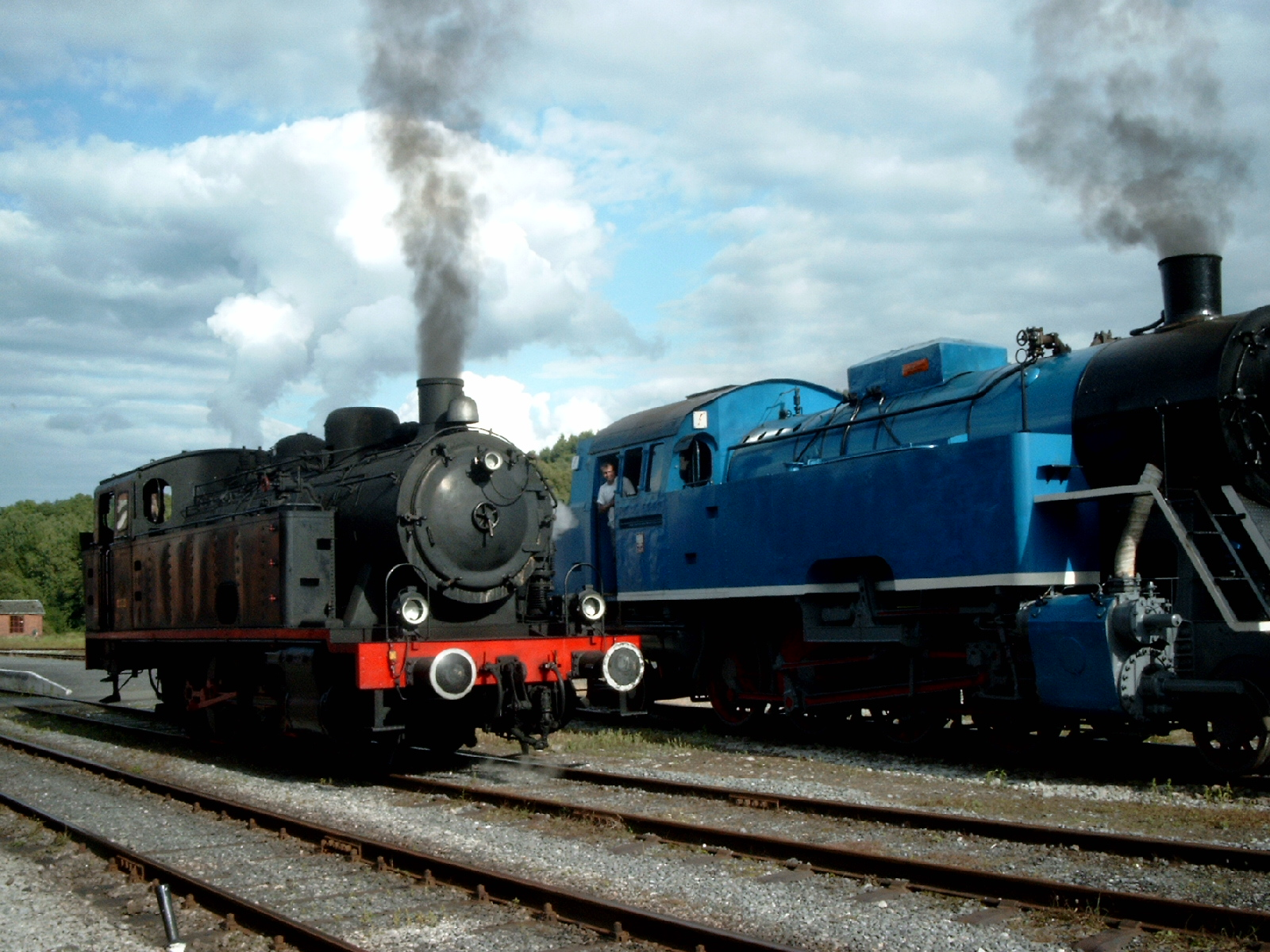
Stoomtrein te Treignes.

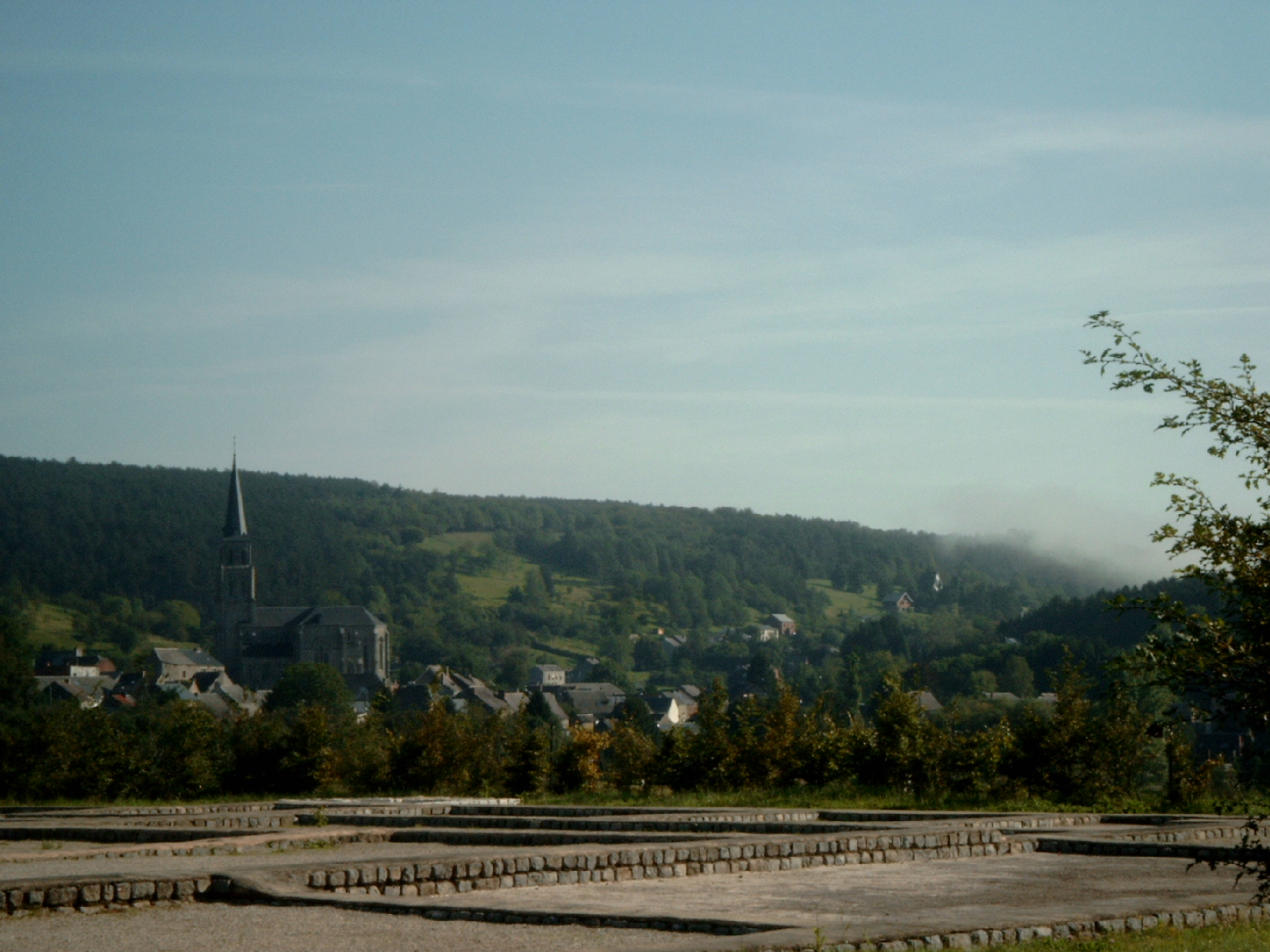
Funderingen Gallo-Romeinse villa met zicht op de dorpskom van Treignes.

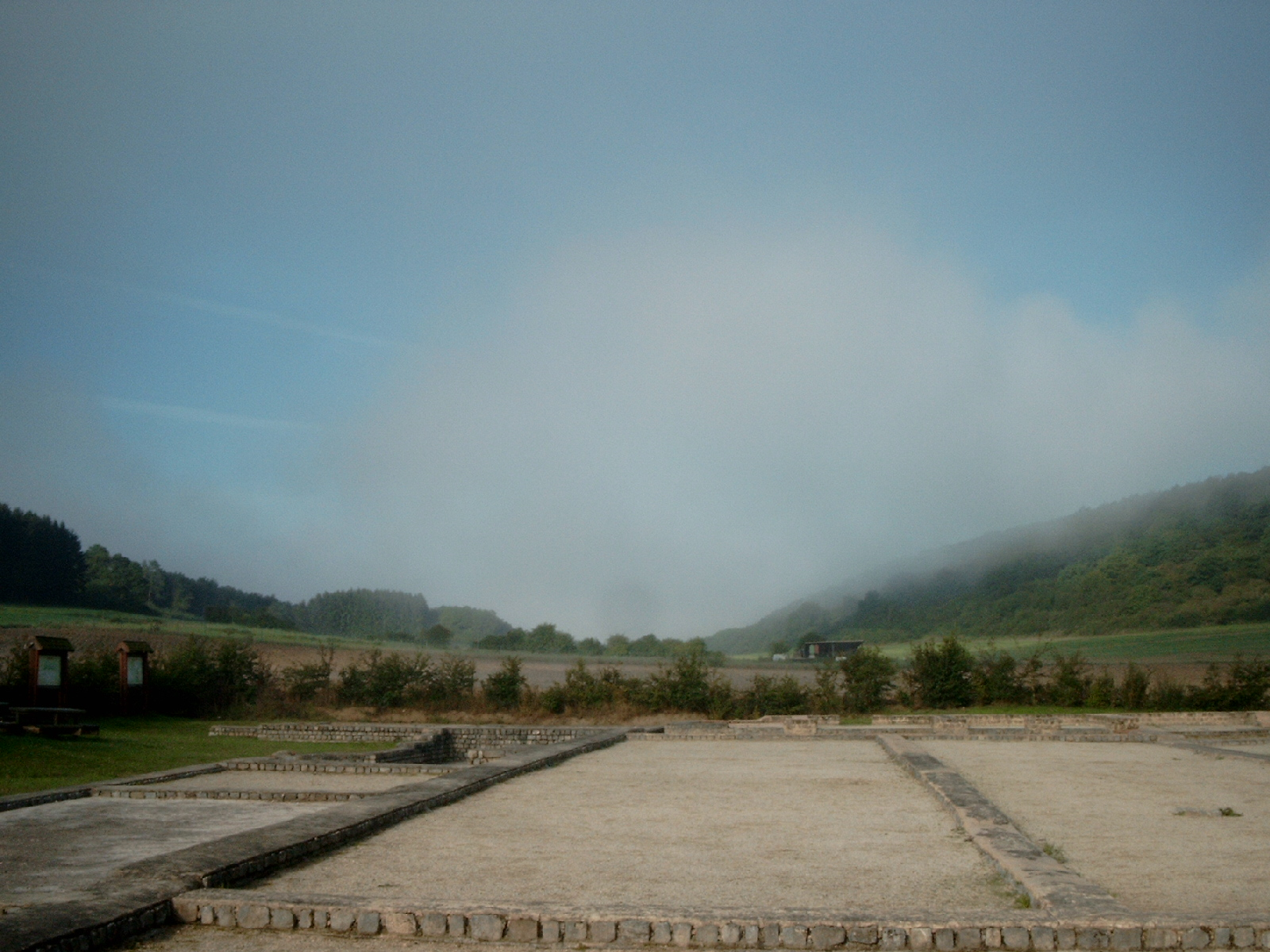
Zicht West op funderingen basilica, met linksachter het tepidarium.

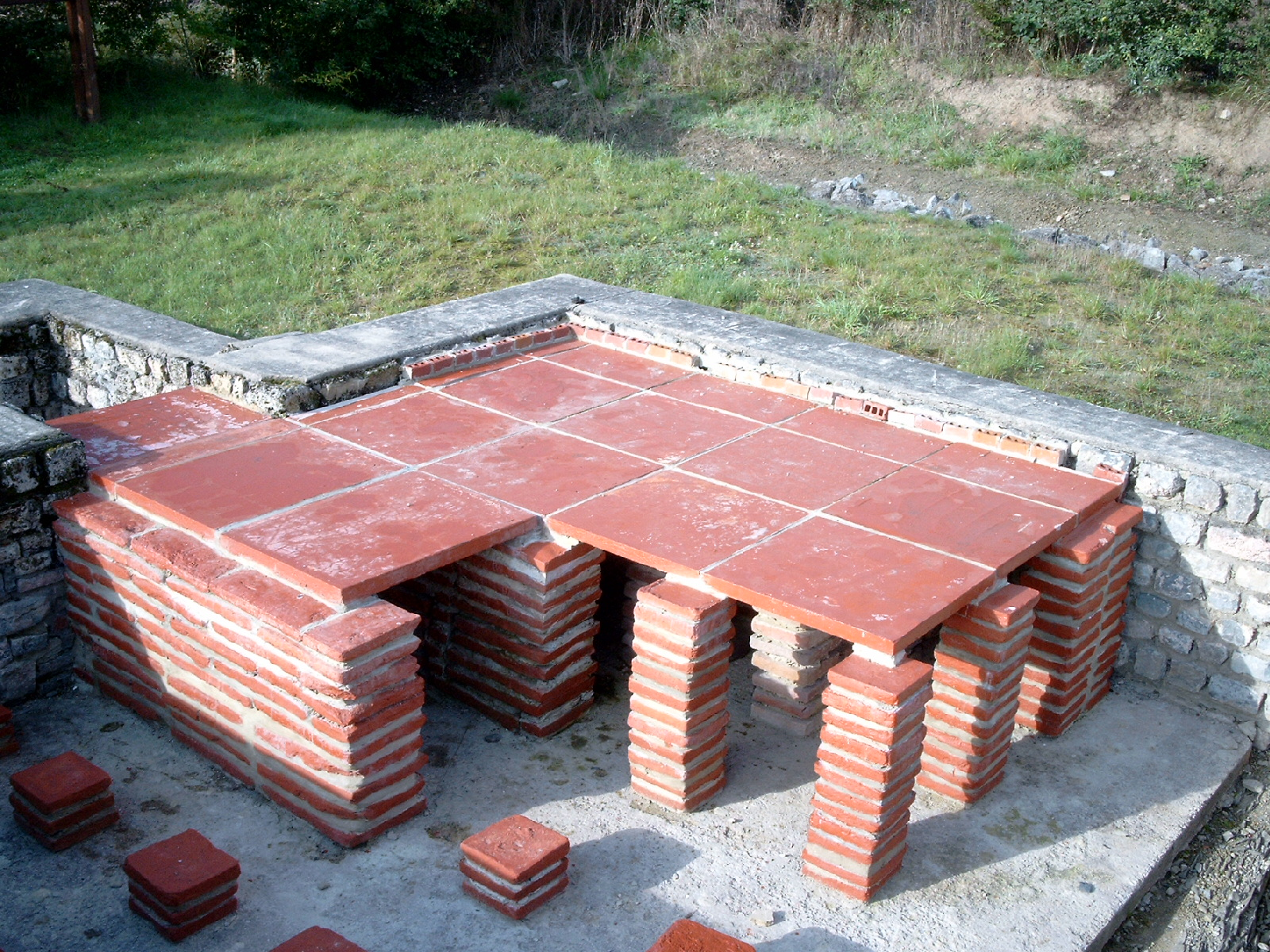
Zicht op de deels gereconstrueerde fundering van het "Tepidarium" met lauwwarme temperatuur.

Treignes (Waals: Tregne) is een aan de rivier Viroin en dicht tegen de Franse grens gelegen Waals dorp in de gemeente Viroinval, provincie Namen en arrondissement Philippeville. Tot 1 januari 1977 was het een zelfstandige gemeente.

## Demografische ontwikkeling
- Bronnen:NIS, Opm:1831 tot en met 1970=volkstellingen, 1976= inwoneraantal op 31 december

## Musea
- Museum van de stoomtrein. Gelegen in een oud spoorwegstation langsheen een door de NMBS buiten gebruik gestelde lijn die wordt gebruikt door de CFV3V, een vereniging van spoorwegenthousiastelingen die met gerestaureerd materieel treinritten organiseert tussen Treignes en Mariembourg. In het station van Treignes hebben ze behalve hun werkplaats ook een museum waar verschillende door hen gerestaureerde en nog te restaureren locomotieven, rijtuigen en wagons staan opgesteld.
- Museum genoemd Museé du Malgré-Tout met haar archeologische verzameling van vondsten uit de streek van Treignes (van de Prehistorie tot Gallo-Romeins tijdperk). Met het team van Malgré-Tout kan men ook op archeologische excursie naar een van de aanwezige (pre)historische sites. Er wordt uitgelegd hoe de technieken zich destijds op een praktische manier ontwikkelden, zoals het gebruik van de werpspies en het maken van vuur.
- Ecomuseum van de Viroin is een museum voor landbouwmechanisering ondergebracht in de kasteelhoeve in het centrum van Treignes. Onder bescherming van de Université libre de Bruxelles (ULB) die in Treignes onderzoek doet naar het plattelandsleven en milieustudie, richt het Ecomuseum zich tot het publiek van alle leeftijden, individueel of in groep. Treignes ligt in een streek met een eeuwenlange geschiedenis. Treignes bevat vruchtbare grond, ijzererts en loodaders die leidden tot oeroude veld- en woudstielen, houtbewerking, steenhouwerij en metaalbewerking. Dit alles maakt de omgeving van de plaats al sinds de Oude Steentijd tot een aantrekkelijk leefgebied.

## Historische plaats
In de Gallo-Romeinse tijd ontwikkelde zich hier, niet ver van de belangrijke weg van Keulen naar St. Quintin, een bloeiend netwerk van villa's, vestingen en tempels.

In Treignes bevindt zich een grootschalige (47x25 m) opgegraven Gallo-Romeinse villa of de pars urbana (woonhuis van de grondeigenaar) als hoofdgebouw van minstens 8 gebouwen op een terrein van 6 ha. Deze villa van het basiliek type is gelegen aan de rand van het dorp aan de Rue des Bruyères met naar de vier windstreken uitzicht op de glooiende, beboste omgeving.
De site toont ons deels gerestaureerde en goed bewaarde funderingen met een nog zichtbaar ingenieus bedacht ondergronds verwarmingssysteem of hypocaustum. De hete lucht circuleerde van de stookkamer (praefurnium) tussen de pilaartjes (pilae, zie reconstructie op de foto) onder de betreffende kamer en stroomde door in de muren aangebrachte terracotta buizen, tubili genoemd, naar de kamers. In Treignes was er ook een Romeins verwarmd badsysteem met een indeling van de baden zoals het caldarium of het stoombad en het frigidarium of het koudwaterbad. Daartussen lag het tepidarium waar een lauwwarme temperatuur heerste om het lichaam te laten gewennen aan de overgang tussen de beide baden. In Treignes lag er links van het frigidarium ook een klein zwembad.